# Chiesa di San Lorenzo (Carro)
La chiesa di San Lorenzo è un luogo di culto cattolico situato nel comune di Carro, in piazza San Lorenzo, in provincia della Spezia. La chiesa è sede della parrocchia omonima del vicariato della Media Val di Vara della diocesi della Spezia-Sarzana-Brugnato.

## Storia

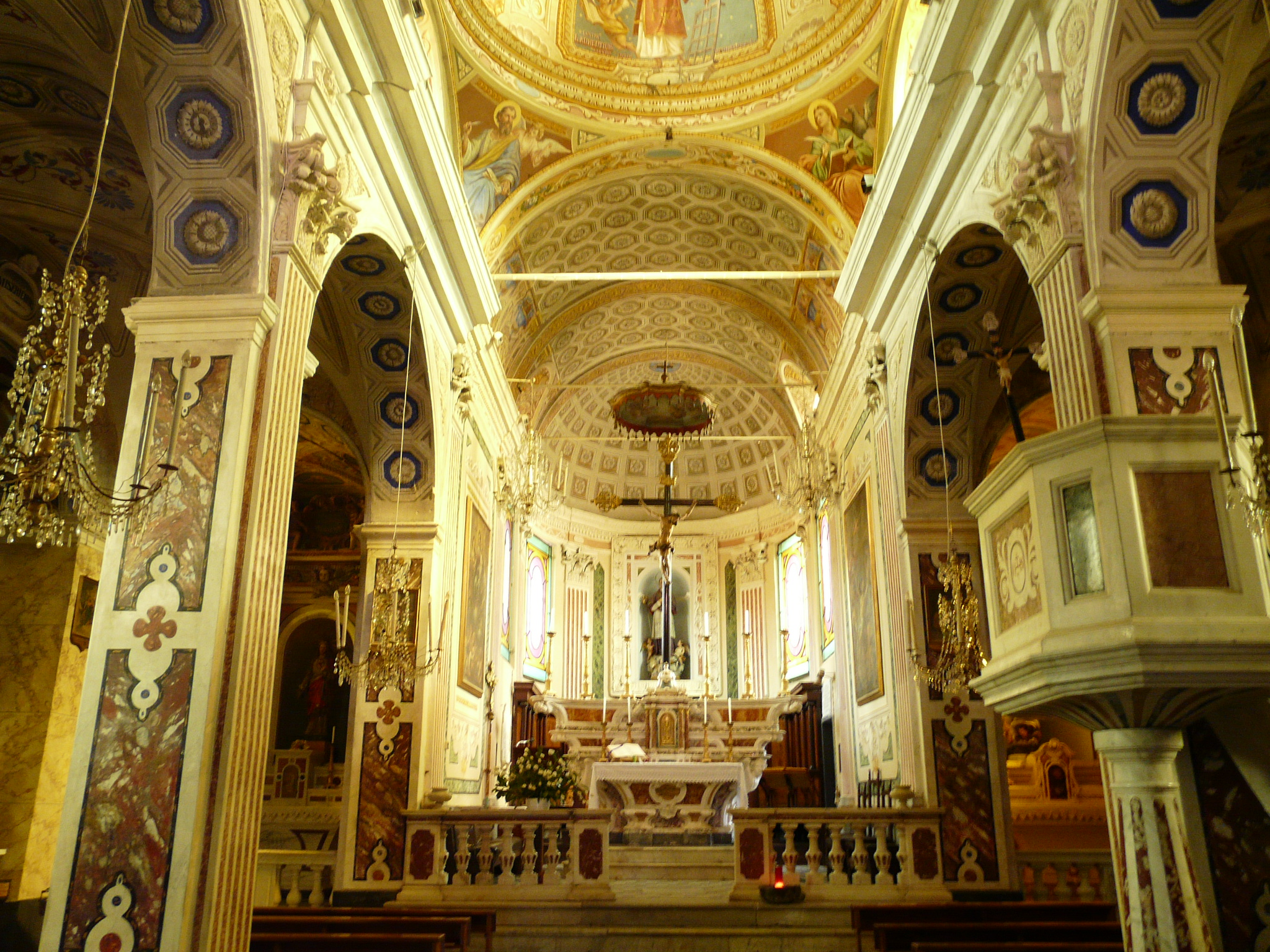
La zona dell'altare e del presbiterio

L'edificio è databile non anteriormente al XV secolo: prima sul posto esisteva una cappella intitolata a santa Caterina da Siena, di cui resta ricordo in un altare della navata sinistra.
I Parroci vennero nominati Arcipreti nel 1669 dall’Arcivescovo di Genova, cui la Parrocchia apparteneva fin dal 1519, dopo essere appartenuta a Brugnato.
Essa passò poi a Chiavari nel 1892 e alla Spezia nel 1959. Il 12 aprile 1789 l’umile frazione di Cerreta diede i natali ad Antonio Gianelli, sacerdote nel 1812, vescovo di Bobbio dal 1837 al 1846, dichiarato Santo il 21 ottobre 1951, proclamato Patrono della Val di Vara dal Vescovo mons. Bassano Staffieri il 4 giugno 2000.

## Descrizione
L'alta torre campanaria presenta una guglia gotica acutissima.
All'interno la chiesa conserva al suo interno un dipinto attribuito al pittore Domenico Piola ritraente la Madonna del Carmine e una tela sul Martirio di san Lorenzo del pittore fiammingo Joseph Dorffmeister (1804).
Dipendono dalla Parrocchia la Chiesa di Sant'Antonio Maria Gianelli a Cerreta, l'Oratorio di Sant'Andrea a Pavareto, l'Oratorio di Santa Margherita al Ponte e l'Oratorio delle Suore Figlie di Maria Santissima dell'Orto.